# Paimvere
Paimvere es una localidad del municipio de Lääneranna, en el condado de Pärnu, Estonia. Tiene una población estimada, en 2020, de 19 habitantes.
Está ubicada al noroeste del condado, cerca de la costa del golfo de Riga y de la frontera con los condados de Rapla y Lääne.